# Petroica rosea
Petroica rosea é uma espécie de ave da família Petroicidae.
É endémica da Austrália.
Os seus habitats naturais são: florestas temperadas e florestas subtropicais ou tropicais húmidas de baixa altitude. E é um animal muito apreciado pela sua beleza iningualavel